# Corydoras polystictus
Corydoras polystictus és una espècie de peix de la família dels cal·líctids i de l'ordre dels siluriformes que es troba a Sud-amèrica: conca del riu Paraguai. Els mascles poden assolir els 3,2 cm de longitud total.